# 차수경
차수경(본명: 차숙영, 1983년 9월 10일 ~ )은 대한민국의 가수이다.

## 학력
- 수원여자대학교 대중음악

## 음반
- 2009년 Karpos
- 2011년 Rainbow #1
- 2011년 Rainbow #2
- 2013년 에이프릴
- 2013년 웃을 거야
- 2013년 외사랑
- 2014년 나침반이 필요해
- 2014년 나도 여자고 사람인데
- 2015년 Humming
- 2015년 지우고 지워도
- 2016년 잠들기 싫은 밤
- 2016년 천상의 약속 OST Part.1
- 2016년 Poignant Memories
- 2016년 2016 용서 못해
- 2016년 그 사랑

## OST
- 2006년 MBC 일일드라마 《얼마나 좋길래》 - 내 삶에 넌
- 2006년 SBS 주말특별기획 《게임의 여왕》 - 널 원해
- 2008년 SBS 일일드라마 《아내의 유혹》 - 용서못해
- 2009년 KBS 수목드라마 《파트너》 - 한사람
- 2016년 KBS 일일드라마 《천상의 약속》 - 됐어
- 2018년 KBS TV 소설 《파도야 파도야》 - 그대에게 가는 길